# Rover 200/25
Rover 200 a později Rover 25 je řada malých rodinných automobilů které vyráběla od roku 1984 do roku 2005 britská automobilka Rover.
Existují tři odlišné generace modelu Rover 200. První generace byla čtyřdveřový sedan založený na společné platformě s Hondou Ballade. Druhá generace byla k dispozici ve verzi tří nebo pětidveřových hatchbacků a také byl vyroben malý počet kupé a kabrioletů. Byl vyráběn společně se svým sesterským modelem Honda Concerto na stejné výrobní lince v továrně Rover v Longbridge. Poslední generace byla nezávisle vyvinuta společností Rover na platformě svého předchůdce a byla představena opět jako tří nebo pětidveřový hatchback. Těsně před prodejem Roveru společností BMW v roce 2000 a po faceliftu byl model přejmenován a prodáván jako Rover 25. Sportovní verze pojmenovaná MG ZR byla založena na Roveru 25 avšak se značnými sportovními úpravami podvozku a dalších částí. Výroba skončila v roce 2005 kdy byla na společnost MG Rover uvalena nucená správa. Výrobní práva a nástroje pro technickou část, ale nikoliv pro název Rover, nyní patří čínské automobilce Nanjing, která se v roce 2007 spojila s větším čínským koncernem SAIC.

## Rover 200 (SD3; 1984–1989)

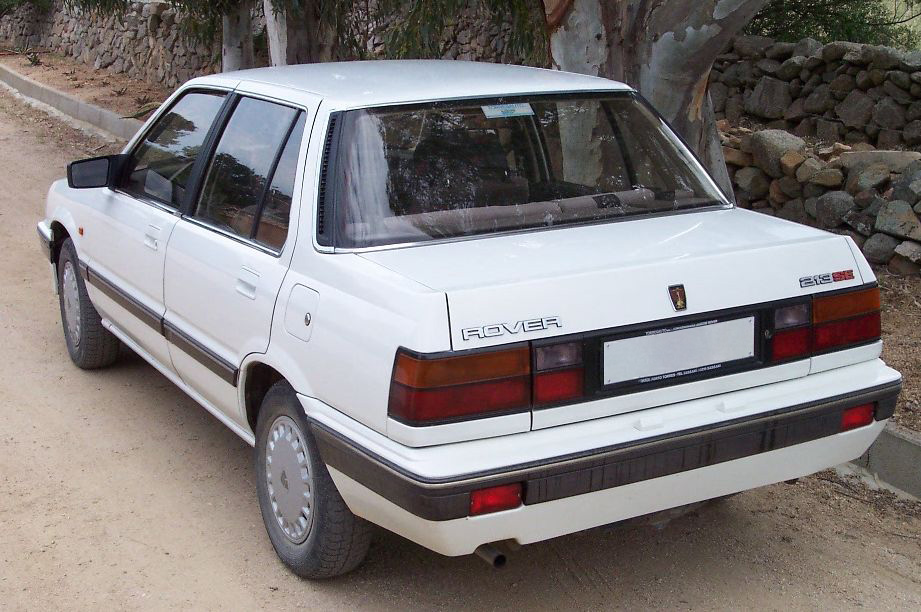
Rover 213 SE zezadu

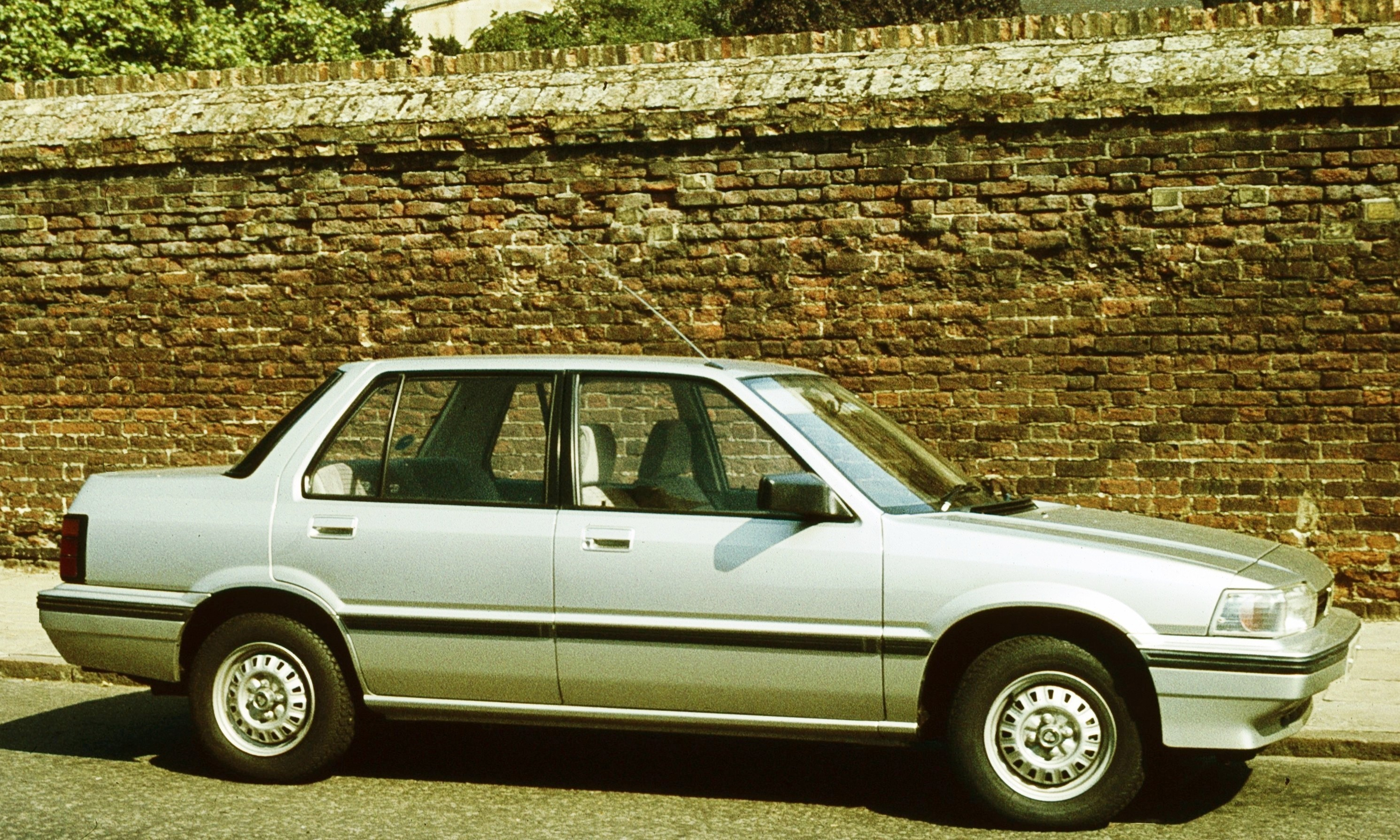
Rover 213 z profilu

Původní model Rover 200 (někdy označovaný kódovým označením SD3) byl náhradou staršího modelu Triumph Acclaim z produkce British Leyland a byl již druhým vozem vzešlým ze spolupráce mezi Leylandem (BL) a Hondou. Vyráběl se pouze jako čtyřdveřový sedan, přičemž řada 200 měla být modernější a vybavenější než byly dosavadní modely Maestro a Montego, které měli přibližně stejné rozměry ačkoliv Maestro bylo ve stejné třídě jako řada 200 a Montego bylo o třídu výše (střední třída). Výroba byla zahájena 19. června 1984 v době, kdy ještě stále existovala vysoká poptávka po malých rodinných sedanech, přičemž mnoho výrobců prodávalo své verze hatchback upravené do karoserie sedan pod jiným modelovým označením. Například automobilka Ford prodával Escort ve verzi sedan pod modelovým označením Orion, verze sedan vycházejícího z Volkswagen Golfu byla nazvána Jetta a Vauxhall brzy spustil výrobu sedanu založenou na modelu Astra s pojmenováním Belmont. Naproti tomu řada Rover 200 nebyla založena na žádném hatchbacku.
Počátkem roku 1984 vedení společnosti Austin Rover potvrdilo, že nástupce modelu Acclaime bude prodáván pod značkou Rover a nikoliv Triumph. Toto rozhodnutí prakticky znamenalo konec značky Triumph na světových trzích.
Řada 200 byla v podstatě britská Honda Ballade, na jejímž původním návrhu spolupracovali obě společnosti. Použity byly motory buďto dvanáctiventilové Honda E series 'EV2' o objemu 1.3 litru z Hondy Civic třetí generace s výkonem 70 koní (52 kW) nebo motory British Leyland S-series o objemu 1.6 litru s výkonem 85 koní (63 kW) ve verzi s karburátorem nebo 102 koní (76 kW) ve verzi se vstřikovacím systémem Lucas. Modelově byly vozy označeny jako Rover 213 nebo Rover 216.
V modelu 213 byla použita pětistupňová manuální nebo třístupňová automatická převodovka Honda. Na verze 216 s britskými motory byly také montovány pětistupňové manuální převodovky Honda a to na rozdíl od modelů Maestro a Montego, kde byly použity stejné motory, ale jiné převodovky. Na modelech 216 však byla dispozici i varianta se čtyřstupňovým automatem od německého výrobce ZF Friedrichshafen.
Tento vůz vyrobený pod značkou Honda byla první Honda prodávaná ve Spojeném království (ekvivalent Triumphu Acclaim od Hondy, předchůdce řady 200, nebyl ve Velké Británii nikdy prodáván). Karoserie Hondy Ballade a později i kompletní automobily byly vyráběny v závodě v Longbridge společně s Rovery. Modely Ballade byly pak odeslány do nové továrny Hondy ve Swindonu kvůli kontrole kvality.
Ačkoli výroba skončila koncem roku 1989, naskladňování vozů pokračovalo až do počátku roku 1990, kdy začali být nahrazovány modelem Rover 400.
Tento model automobilu je také dobře znám ze sitcomu Zachovávat dekorum z let 1990–1995 britské televizní stanice BBC jako automobil manželů Richarda a Hyacinty Bucketových.

## Rover 200 (R8; 1989–1995)

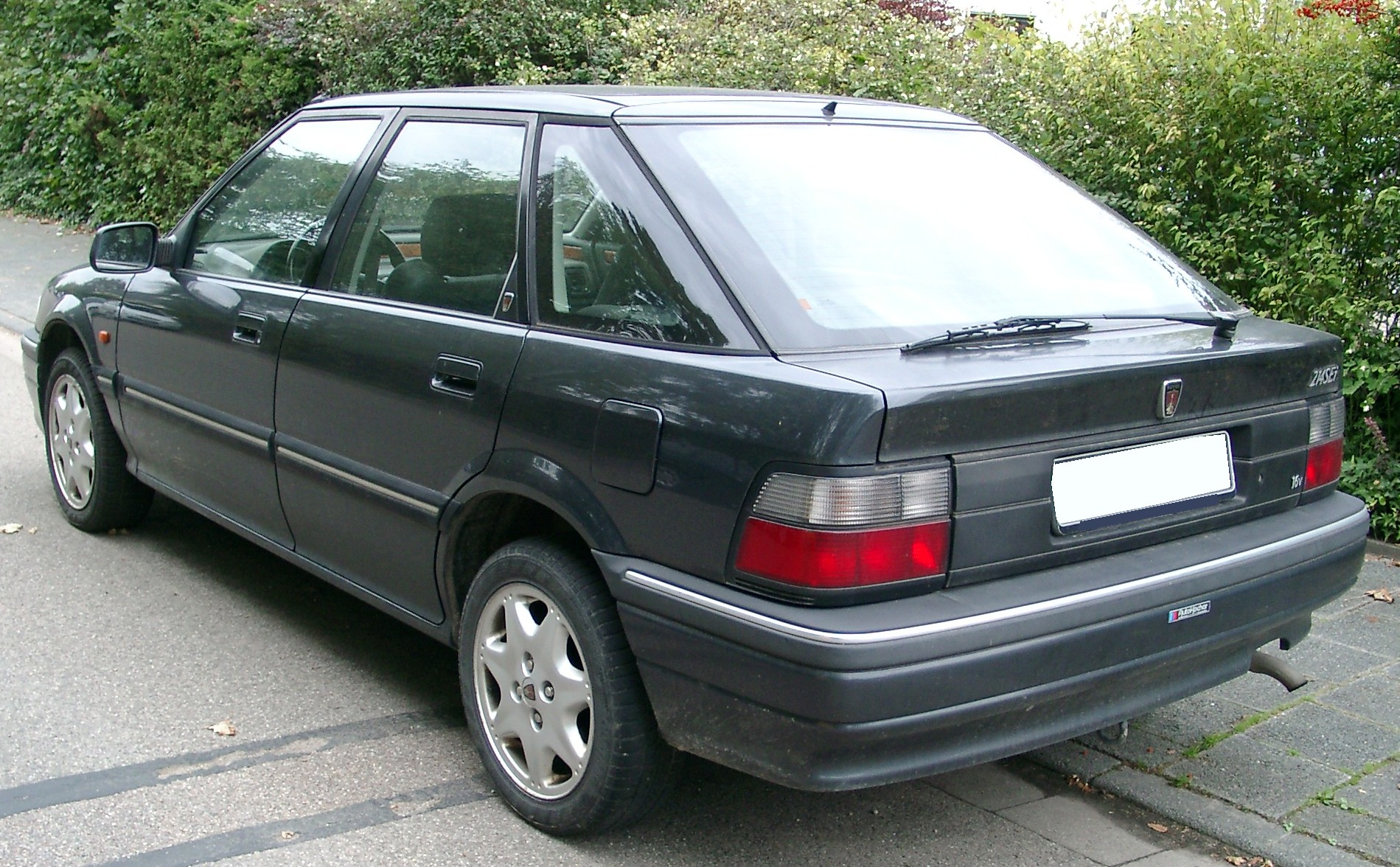
Rover 200 Mk2 zezadu

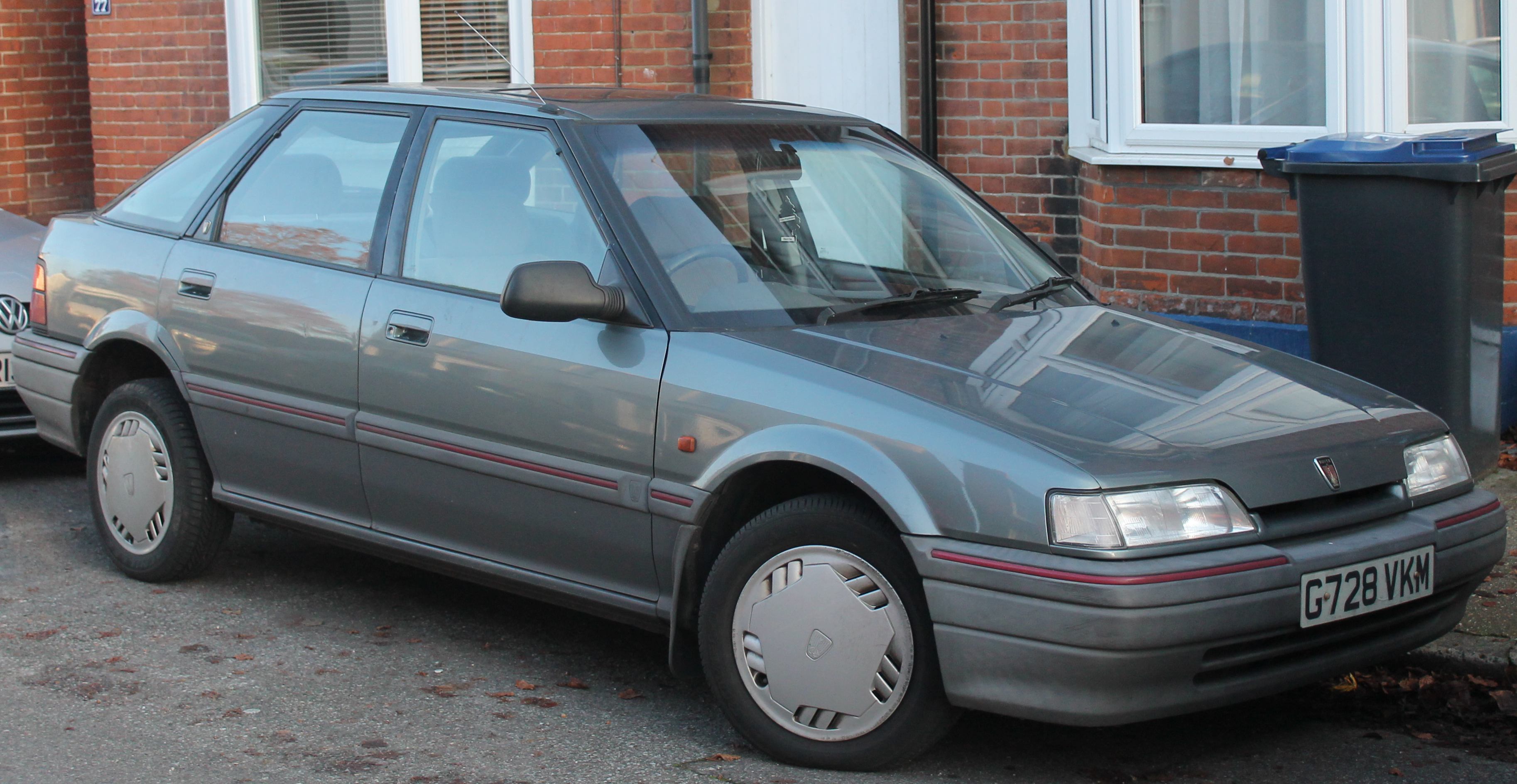
Předfaceliftový Rover 216 GSi (Velká Británie)

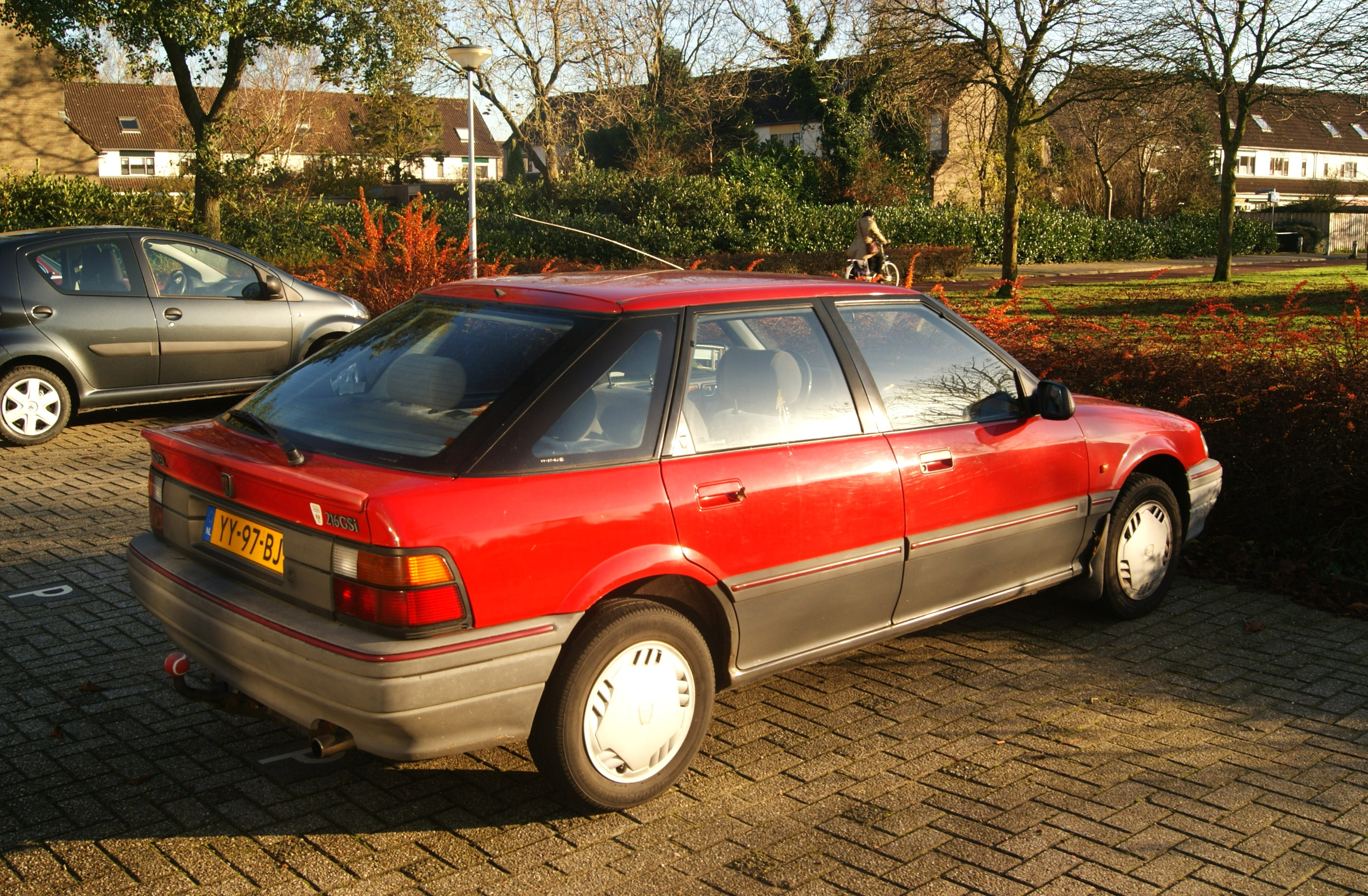
Předfaceliftový Rover 216 GSi (Holandsko)

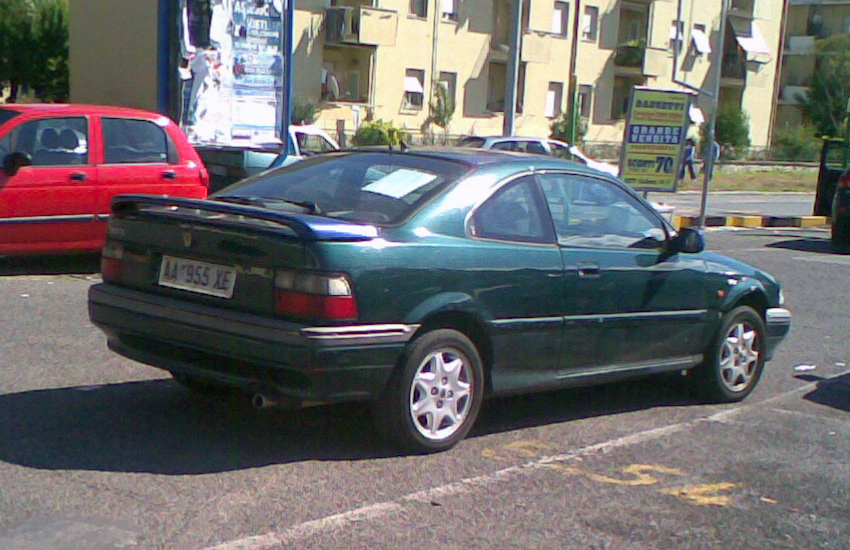
Rover 200 Coupé

Rover 200 v kódovém označení R8, někdy také označovaný jako Rover 200 Mk2, byl představen 11. října 1989. Na rozdíl od předchozího modelu založeného na společné platformě s Hondou Ballade, byl tento model stavěn již jako pětidveřový hatchback. Byl navržen tak, aby nahradil starší Austin Maestro, zatímco nová řada 400 uvedená v dubnu 1990, byla vlastně verze sedan vycházející ze stejného základu a měla nahradit předchozí řadu Rover 200 (SD3). Rover 400 mělo jiné označení než 200 z toho důvodu, že v té době byla řada sedanů jiných značek prakticky jen rozšířená verze jejich hatchbackových předloh, často s vyšším stupněm výbavy a vyšší cenou a také jiným pojmenováním. Nejlepším příkladem je třeba Ford Orion, což je Ford Escort ve verzi sedan.
Výroba modelu Maestro pokračovala bok po boku hatchbacku Rover 200 jako volba vyšší třídy až do ukončení výroby v prosinci 1994.
Vývoj řady 200 vyústil také v různé varianty, jako byl třídveřový hatchback, kupé nebo kabriolet, zatímco z řady 400 nakonec vzešla verze kombi. Tyto poslední varianty byly navrženy a vyráběny výhradně Roverem, žádná z těchto variant nebyla k dispozici u Hondy Concerto. Počátečním plánem bylo prodávat variantu kupé pod značkou MG, ale nakonec od toho bylo upuštěno, přestože pětidveřový hatchback byl nejpopulárnější a obecně nejprodávanější verzí.
Rover 200 (R8) byl prvním vozem, který uvedla nově zprivatizovaná Rover Group. Vůz byl opět navržen ve spolupráci s automobilkou Honda (která vyráběla novou verzi svého modelu Concerto pro Evropu) a oba modely opět sdílely výrobní linky Rover v Longbridge. Rover 200 i samotné Concerto byly založeny na 4. generaci Hondy Civic (EC), z čehož byly ve Velké Británii prodávány třídveřové hatchbacky, kupé CRX a verze sedan (což ve skutečnosti znamenalo, že Honda měla na Evropském trhu dva různé modely sedanu vycházející ze stejného automobilu stejné třídy).
V modelech 200 se také představila nová řada motorů Rover K-series nejprve o objemu 1,4 litru (1396 cc) se dvěma vačkovými hřídeli a šestnácti ventily. Pro variantu s motorem o objemu 1.6 litru (1590 cm³) byla k dispozici buď jednotka Honda D16A6 SOHC nebo D16A8 DOHC. Krátce na to se v roce 1991 začali osazovat ve sportovních verzích agregáty z řady 800 a to Rover M-series. Pozdější verze Rover 220 GTi a GSi používaly motor Rover T-series s redukovaným turbodmychadlem, přičemž se mohli pochlubit standardním výkonem 200 koní (147 kW) již v základu. Vůz měl pohon předních kol a byl osazen společně vyvinutými převodovkami Peugeot/Rover R65 (ve verzi s motorem 1,4 litru) a modely s motory Honda 1.6 litru a dvoulitrové M a T-series převodovkou Rover PG-1. Od prosince 1990 byl do modelové řady zařazen i model 214S s motorem s karburátorem (1,4 litru z vozu Rover Metro), který byl však vyřazen během dvou let kvůli emisním požadavkům EHS. Tato mezera byla později zaplněna modelem 214i, který obsahoval pohonnou jednotku řady K-series o objemu 1.4 litru z modelů 214Si a 214SLi.
V nabídce byly také dva dieselové motory s nepřímým vstřikováním od koncernu PSA (s neelektronicky řízenými vstřikovacími čerpadly Lucas CAV) Na výběr byl buď atmosférický XUD9 o objemu 1,9 litru nebo přeplňovaný turbodmychadlem XUD7T. Jednalo se o motory, která byly v automobilech Peugeot a Citroën již vylepšeny, ale při instalaci v Roveru byla verze agregátu zdokonalená méně. Do těchto motorů bylo také instalováno, namísto neelektronicky řízeného, vstřikování Bosch HPVE Direct Injection Rover MDi / Perkins Prima použité již v modelech Austin Maestro a Montego, protože původní motor, ač s nižší spotřebou paliva byl příliš hlučný a pro nové modely byl jeho chod shledán příliš nekultivovaným.
Rover 200 byl vyráběn současně se starším modelem Maestro, jehož výroba a prodej pokračovala po dobu dalších pěti let, ovšem v podstatně menších sériích. Vzhledem k tomu, že naftový motor instalovaný v R8 používal vstřikování paliva Lucas spíše než Bosch, použití biopaliva nebylo obzvlášť vhodné, ačkoliv samotný motor XUD byl na tento typ nafty jedním z nejlepších motorů.
V době počátku výroby byla řada 200 typu R8 jedním z mála nových modelů v třídě malých rodinných automobilů. Kupříkladu Ford Escort, představený v roce 1980 (facelift na počátku 1986) nebo Vauxhall Astra z roku 1984 se do té doby prakticky nezměnili. Jedinými hlavními konkurenty v Evropě, kteří byli na trhu méně než pět let byli Peugeot 309, Renault 19 a Fiat Tipo. Nicméně, Escort, Astra a Golf byly nahrazeny novými modelovými verzemi počátkem roku 1992.
V průměru bylo prodáno každý rok až 110 000 modelů Rover 200 a 400 (R8), přičemž více než polovina byla prodána v Británii. V roce 1990 vyhrál model 214 v britském prestižním časopisu What Car? anketu o automobil roku, avšak nemohl být zařazen do soutěže při udílení obecně uznávané ceny "Evropské auto roku" za rok 1990, neboť nebyl dosud k dispozici na požadovaném počtu evropských trhů.
Na podzim roku 1993 obdržel model R8 drobný facelift s přepracovanými předními směrovými světly, ale na rozdíl od příbuzné řady 400, která byl také faceliftována, vůz nedostal novou mřížku nasávaní vzduchu vpředu (kterou Rover znovu zavedl na svých modelech, prvně na řadě Rover 800 (R17) v roce 1992) nebo nové barevné nárazníky. To vedlo k tomu, že někteří majitelé si nové mřížky z řady 400 koupili a montovali je na své automobily řady 200. V roce 1993 Rover konečně přidal nové mřížky a nárazníky také do řady 200.
Zavedení výkonnějších verzí řady Rover 200, včetně modelů GTi, znamenalo v roce 1991 konec výroby pro výkonné verze staršího modelu MG Maestro 2.0 EFi a Turbo. Na konci roku 1992 byla představena také verze kupé a mezi nabízenými byla i verze 220 Turbo, která se v té době stala nejrychlejším Roverem vůbec s maximální rychlostí přesahující 225 km/h. Rover původně zvažoval uvedení kupé verze pod značkou MG, ale nakonec se rozhodl jej ponechat jako součást řady Rover 200.

## Rover 200 (R3; 1995–1999)

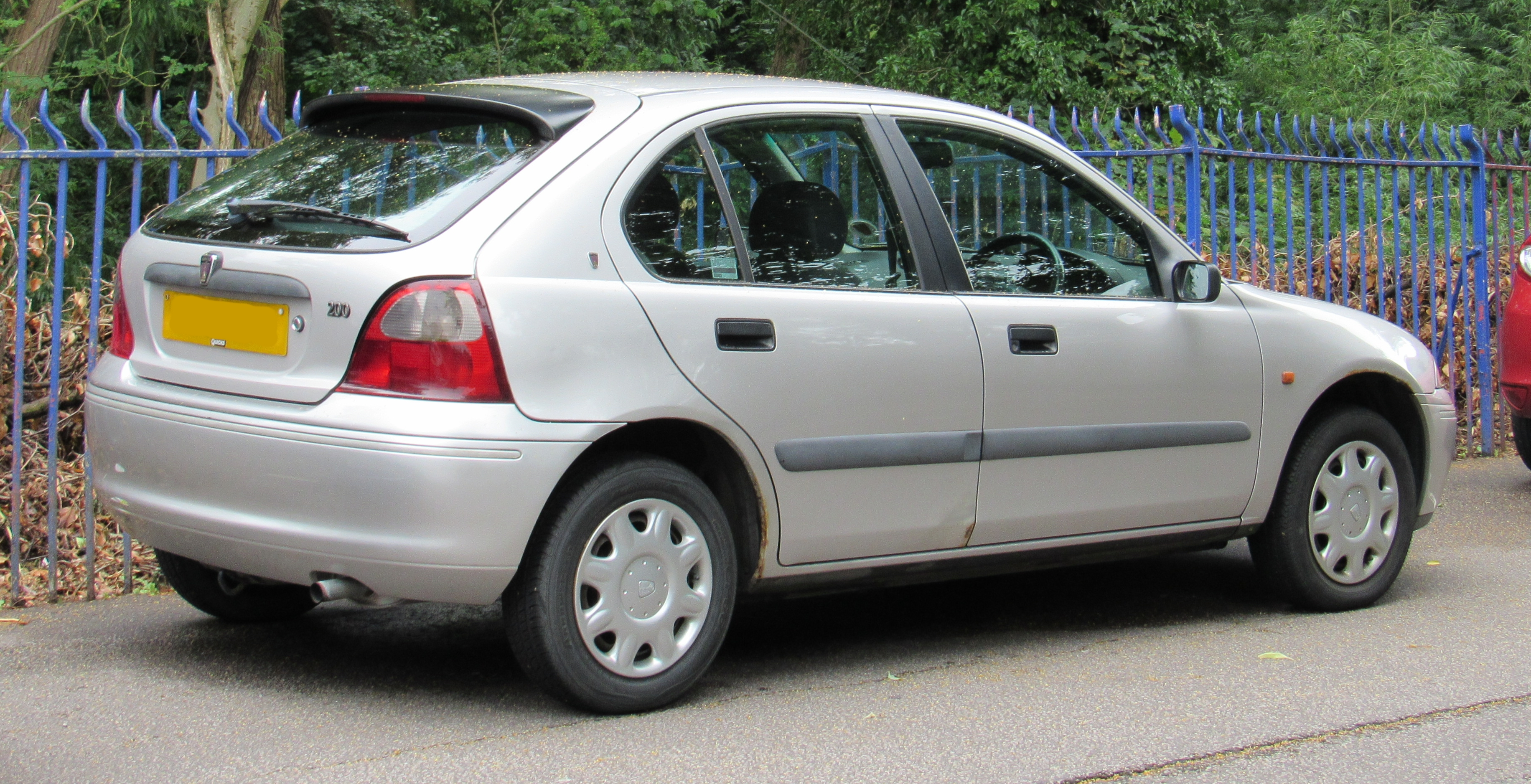
pětidveřový Rover 214

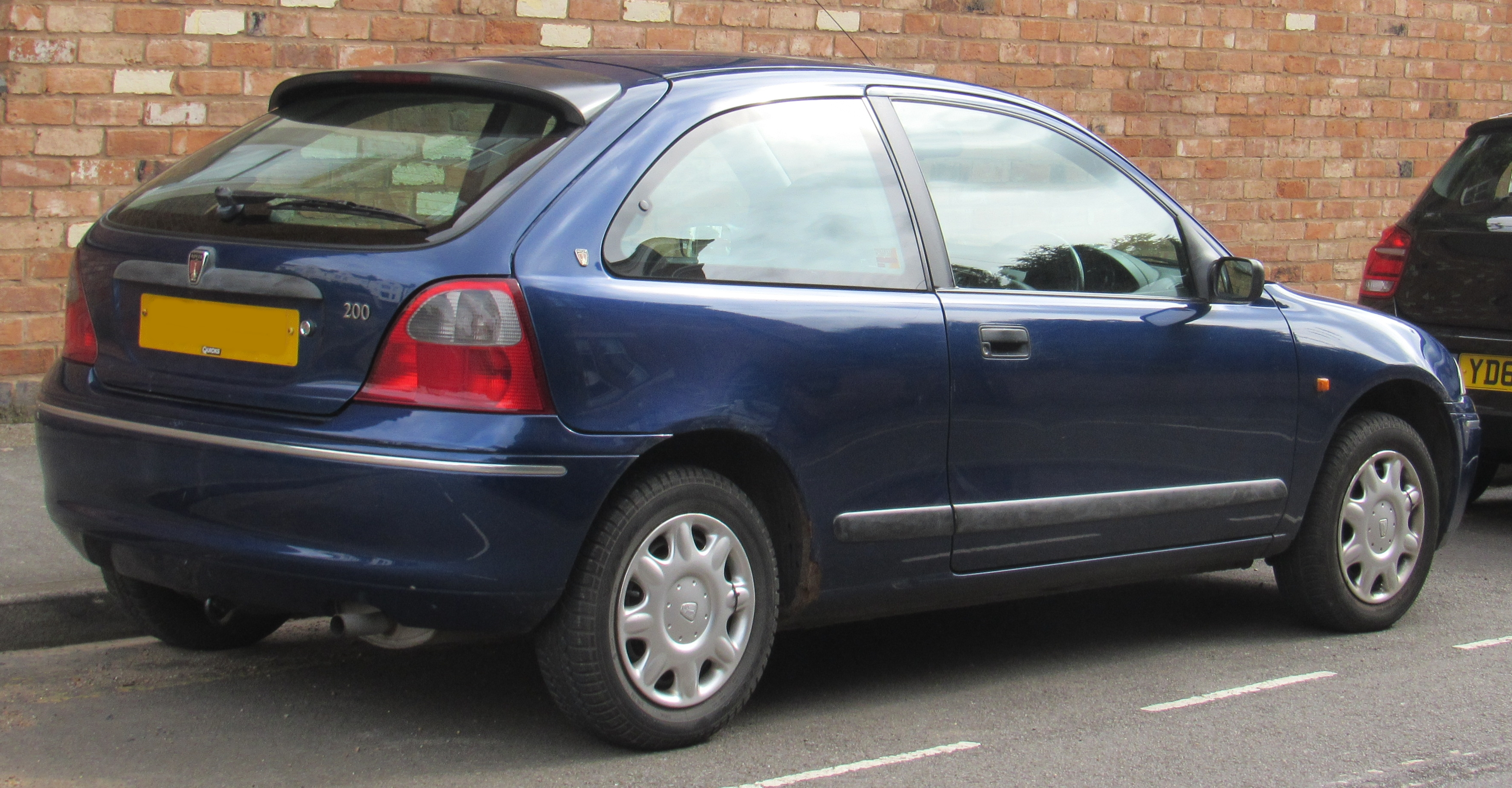
třídveřový Rover 214 Si

Rover 200 s kódovým označením R3 byl menší než modelová řada R8 vytvořené na společné platformě s Hondou. To bylo způsobeno tím, že Rover potřeboval nahradit stárnoucí model Metro, který se vyráběl již 15 let. Ačkoli některé prvky byly přeneseny z předchozího modelu (zláště přední náprava, topení, řízení a přední odpružení), bylo to veskrze úplně nové auto, které nezávisle vyvinul Rover. Honda poskytla v důsledku přesunutí výroby jejich modelu Concerto z Longbridge do Swindonu pouze podporu při návrhu základní části podvozku a tím také došlo u Roveru k uvolnění kapacity pro výrobu až 60 000 automobilů ročně. V této podobě měl návrh modelu zkrácenou verzi zadní části podvozku a odpružení z předchozí řady a dostal kódové označení SK3.
Nedostatečná kapacita zavazadlového prostoru a další faktory vedly k tomu, že Rover zcela přepracoval zadní část a využil upravenou formu zadního závěsu z modelu Maestro a projekt byl přejmenován na R3. V době, kdy byl nový model představen veřejnosti a začala jeho výroba byla spolupráce společností Honda a Rover po mnoha letech ukončena. Důvodem bylo převzetí Rover Group automobilkou BMW v předchozím roce. V nové řadě 200 byly použity benzínové motory řady K-series, přičemž nejpozoruhodnější byla konstrukce verze 1.8 VVC převzatá z roadsteru MG F a také naftový motor řady L-series. V polovině devadesátých let byl motor L-series velmi konkurenceschopným a byl považován za jeden z nejlepších v celkovém výkonu společně s motory Volkswagen TDI. Oproti motoru PSA XUD z předchozí řady R8 byl výrazně vylepšen zvláště v úspoře paliva a celkové kultivovanosti chodu.
Osazen byl šestnáctiventilovými benzínovými motory o objemu 1.4 litru s výkonem 104 hp (77 kW) či 1.6 litru s výkonem 110 hp (82 kW) a naftovým, přeplňovaným dvoulitrem o výkonu 85 hp (63 kW), přičemž verze s mezichladičem měla výkon 105 hp (77 kW). Základní nabídka motorů se později rozrostla o osmiventilové 1.1i (59hp, 44 kW) a 1.4i (75 hp 55 kW) a šestnáctiventilové 1.8 MPi (120 hp, 88 kW) a 1.8 VVC (145 hp ,107 kW). Všechny verze byly dostupné s manuálními převodovkami PSA/Rover R65 z předchozí řady a u modelu 1.6i 16v byla volitelná i převodovka CVT.
Model R3 byl vybaven kompletně rekonstruovaným interiérem a palubní deskou s airbagem řidiče i spolujezdce v souladu s novými bezpečnostními normami.
Modely s benzínovými motory 1,8 litru získaly množství příznivých recenzí díky výkonu, kterým disponovali, zatímco modely s přeplňovaným dieslem s mezichladičem byly koncem 90. let prohlášeny za nejlépe akcelerující naftové hatchbacky na trhu.
Na rozdíl od svého předchůdce nebyl R3 vyráběn ve verzích coupé, kabriolet nebo kombi, ačkoli Rover faceliftoval tyto verze u starší modelové řady a mírně úpravil styl a instaloval novou palubní desku pocházející právě z R3 což bylo možné díky sdílené přední části obou modelů. Ve Velké Británii pak tyto modely již nebyly označovány jako řady 200/400, ale jednoduše jako Rover Coupe, Cabriolet a Tourer.
Model Rover 200 měl být prodáván jako třída supermini (nižší třída), jelikož se ve srovnání velikosti a motorů velmi podobal současným modelům, jako byl Ford Fiesta a Vauxhall Corsa. Přesto Rover model zařadil tak, aby konkuroval vozidlům Ford Escort nebo Vauxhall Astra. Jediným vozem v nabídce segmentu supermini bylo v té době již stárnoucí Metro a tuto mezeru v nabídce společnosti bylo třeba zaplnit.
Třetí generace řady 200 byla zpočátku velmi oblíbená a stala se sedmým nejprodávanějším britským vozem v letech 1996 až 1998. Během tří let však prodeje velmi poklesly a řada vypada z TOP 10 nejprodávanějších vozů na úkor do té doby tradičně hůře prodávaných modelů konkurence jako byl Volkswagen Polo Mk3 nebo Peugeot 206.

### Rover 200 BRM

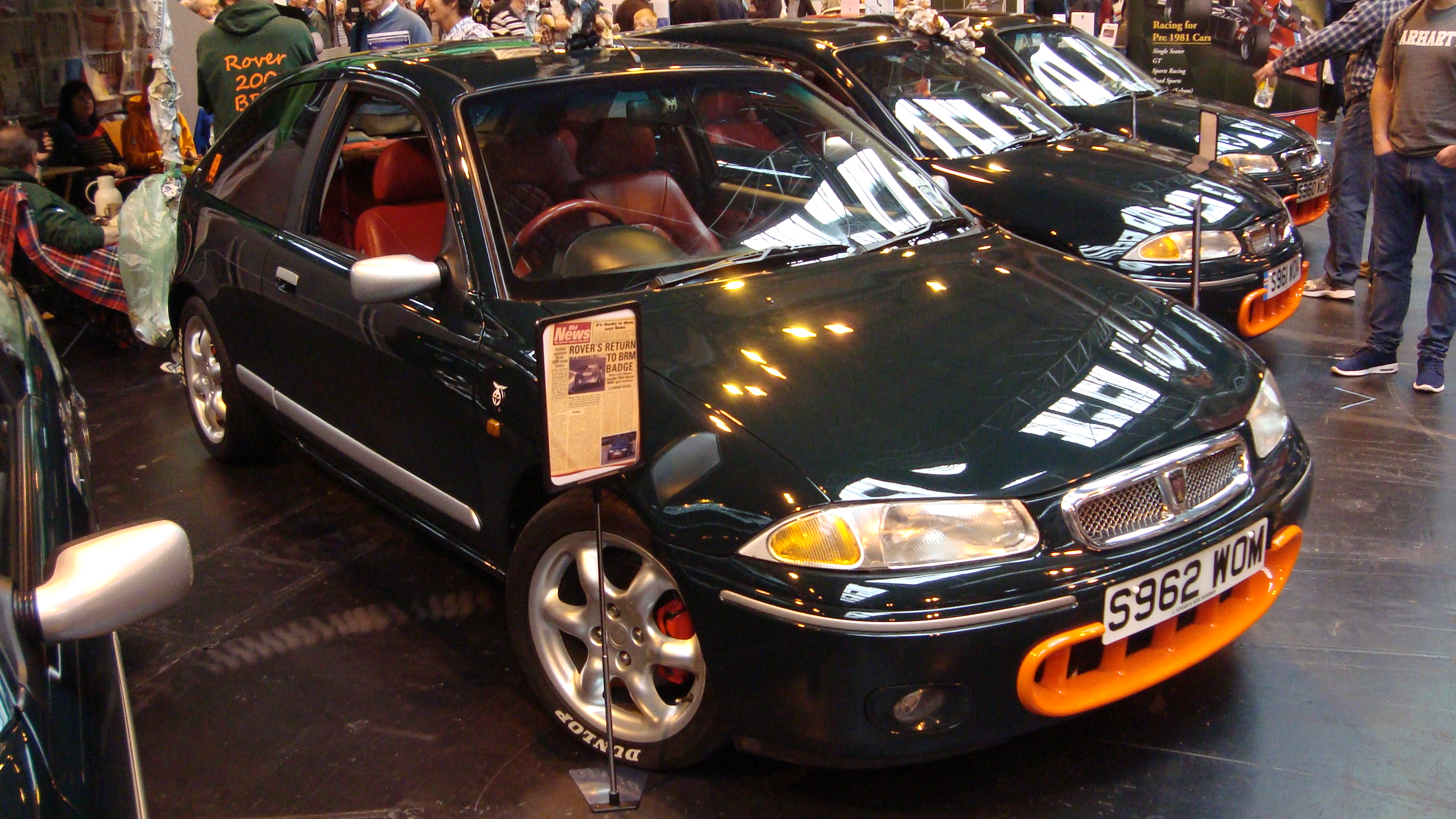
Rover 200 BRM z roku 1998

Rover 200 BRM byl poprvé představen na Frankfurtském autosalonu v roce 1997. Reakce tisku a veřejnosti byla natolik dobrá, že po ročním vývoji byl Rover 200 BRM LE oficiálně představen na Britském autosalonu v říjnu 1998. Byl založen na nejvýkonnějším modelu Vi, ale styl vozu byl navrhnut na základě známého britského závodního týmu Formule 1, British Racing Motors (BRM) ze šedesátých let. Osazen byl motorem K-series 1,8 litru VVC o výkonu 145 koní (107 kW).

Uvnitř byly červené prošívané kožené sedačky a dveřní panely, červený koberec, bezpečnostní pásy i volant. Ovládání topení a obložení bylo z hliníku. Model byl lakován zeleně barvou Brooklands Green se stříbrnými ozdobnými detaily, měl velká šestnáctipalcová kola z lehké slitiny a nad velkým oranžovým sacím otvorem v předním nárazníku byla umístěna exkluzivní lesklá stříbrná mřížka sání vzduchu z pletiva. To vše přispělo ke vzhledu, který byl doménou značky BRM na všech jejich závodních vozech v šedesátých letech.

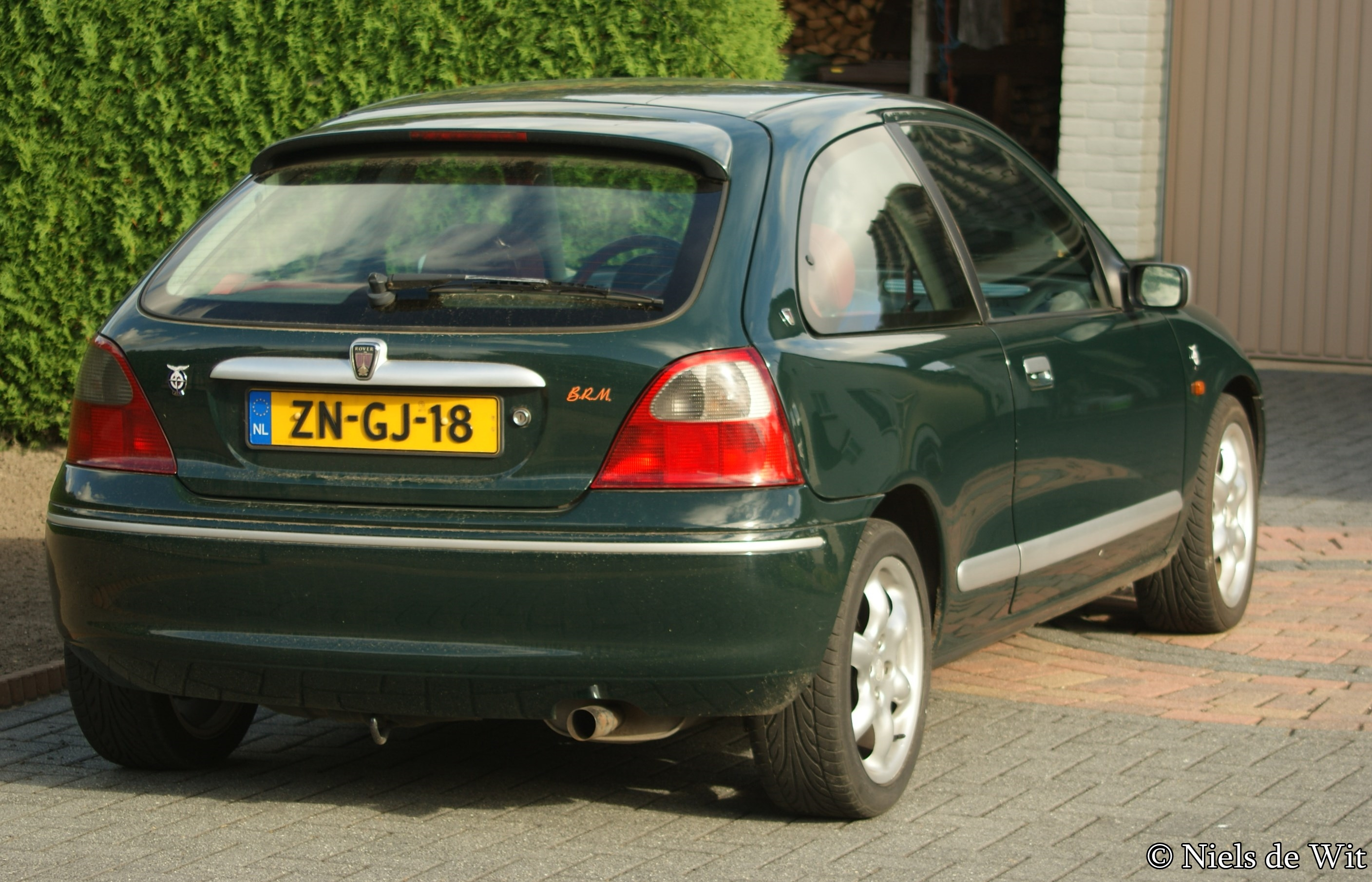
Rover 200 BRM (zezadu) z roku 1999

Technické úpravy zahrnovali snížení podvozku o 20 mm oproti verzi Vi a vylepšené tlumiče a řízení. Model dále dostal převodovku se zúžením odstupňování převodových stupňů a diferenciál TorSen z modelu Rover 220 Turbo, snížena byla citlivost řízení a vylepšena stabilita.
Cena byla stanovena na 18 tisíc liber v základní výbavě bez doplňků, jako je klimatizace, airbag spolujezdce a CD přehrávač. Pro Velkou Británii bylo postaveno pouze 795 kusů a dalších 350 bylo dodáno na zámořské trhy. Vysoká cena byla původně snížena na 16 tisíc liber a když byl uveden nástupce, model Rover 25, byla cena snížena na 14 tisíc liber aby se doprodaly vozy, které stále ještě byly v showroomech.

### Bezpečnost
Organizace NCWR (New Car Whiplash Ratings) testovala model Rover 200 ohledně bezpečnosti a udělila vozu následující body:
| NCWR       | Hodnocení |
| ---------- | --------- |
| Geometrie: | G         |
| Dynamika:  | A         |
| Celkově:   | A         |

G = dobrý
A = uspokojivý
M = průměrný
P = podprůměrný

### Ohlasy
Rover 200 získal od motoristických magazínů střední až dobré recenze.
- časopis Parker's Car Guides [4]
'Levný vůz s dobrou ovladatelností' | 'Vůz není příliš spolehlivý.'
- časopis RAC Limited [5]
'Nemusí nutně vyčnívat "nad všemi", ale je to určitě Rover. V dnešní době to znamená úroveň, která v tomto případě nemusí být drahá.'

## Rover 25 (1999–2005)

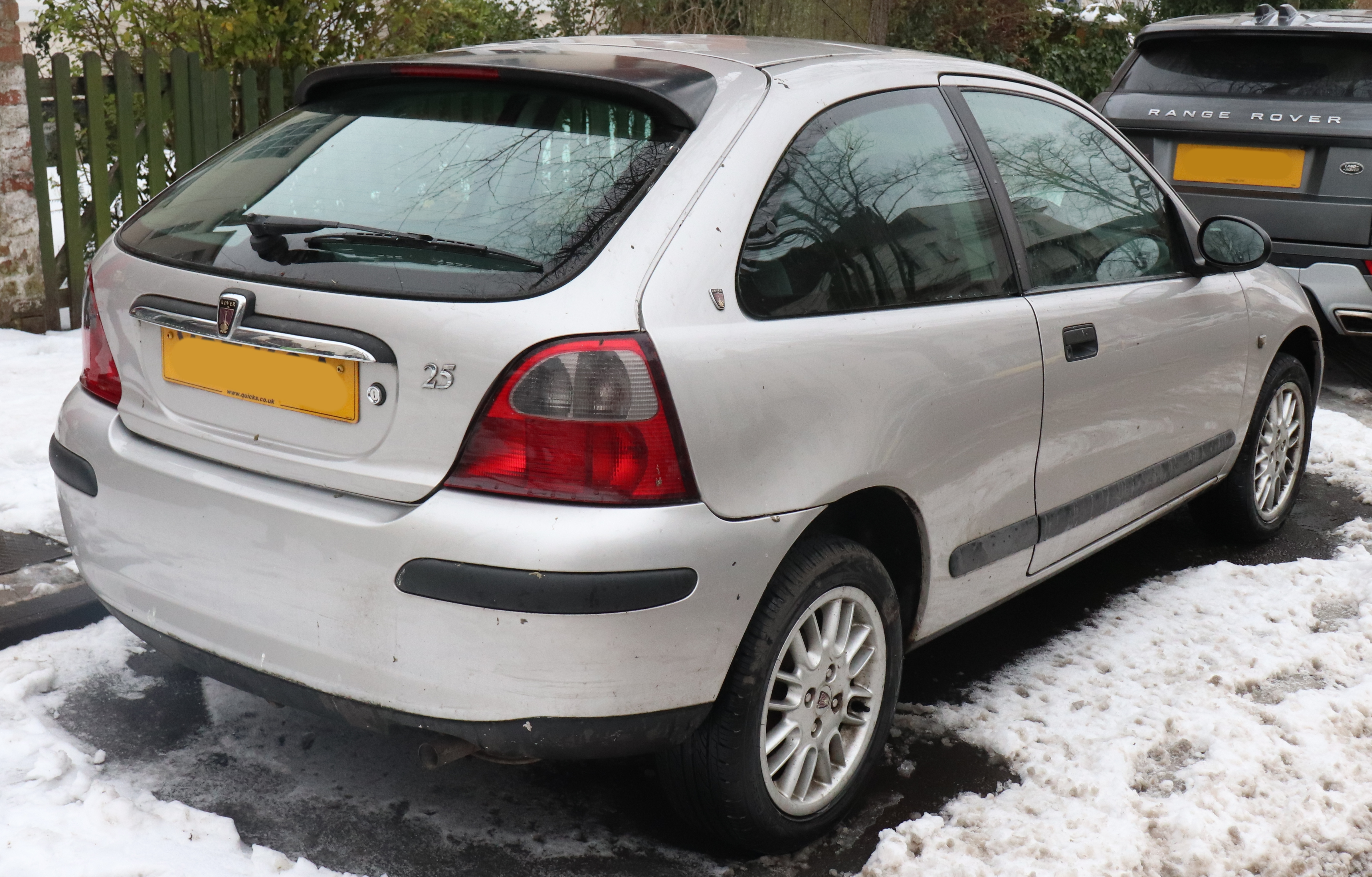
Třídveřový Rover 25 (Velká Británie)

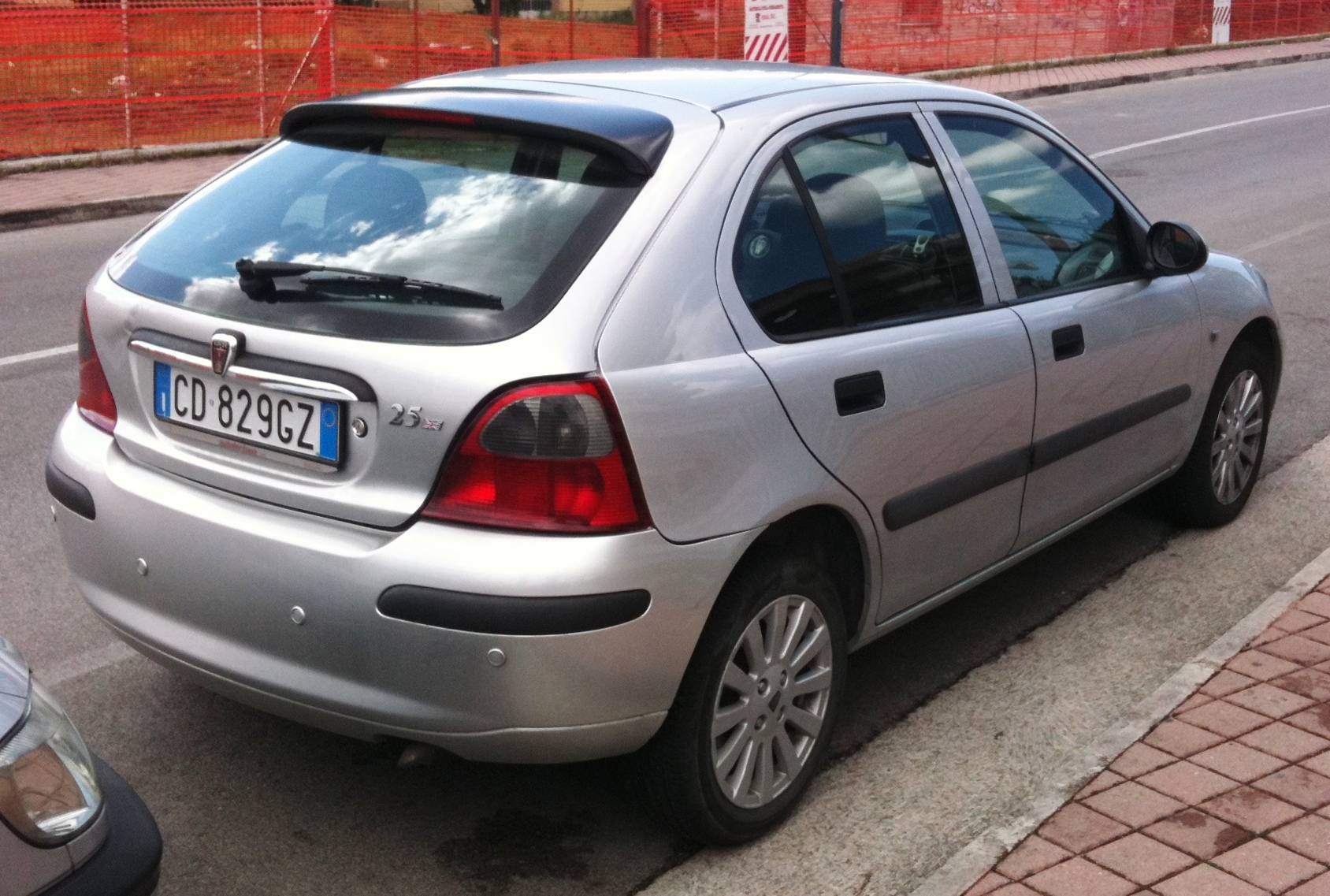
Pětidveřový Rover 25 (Itálie)

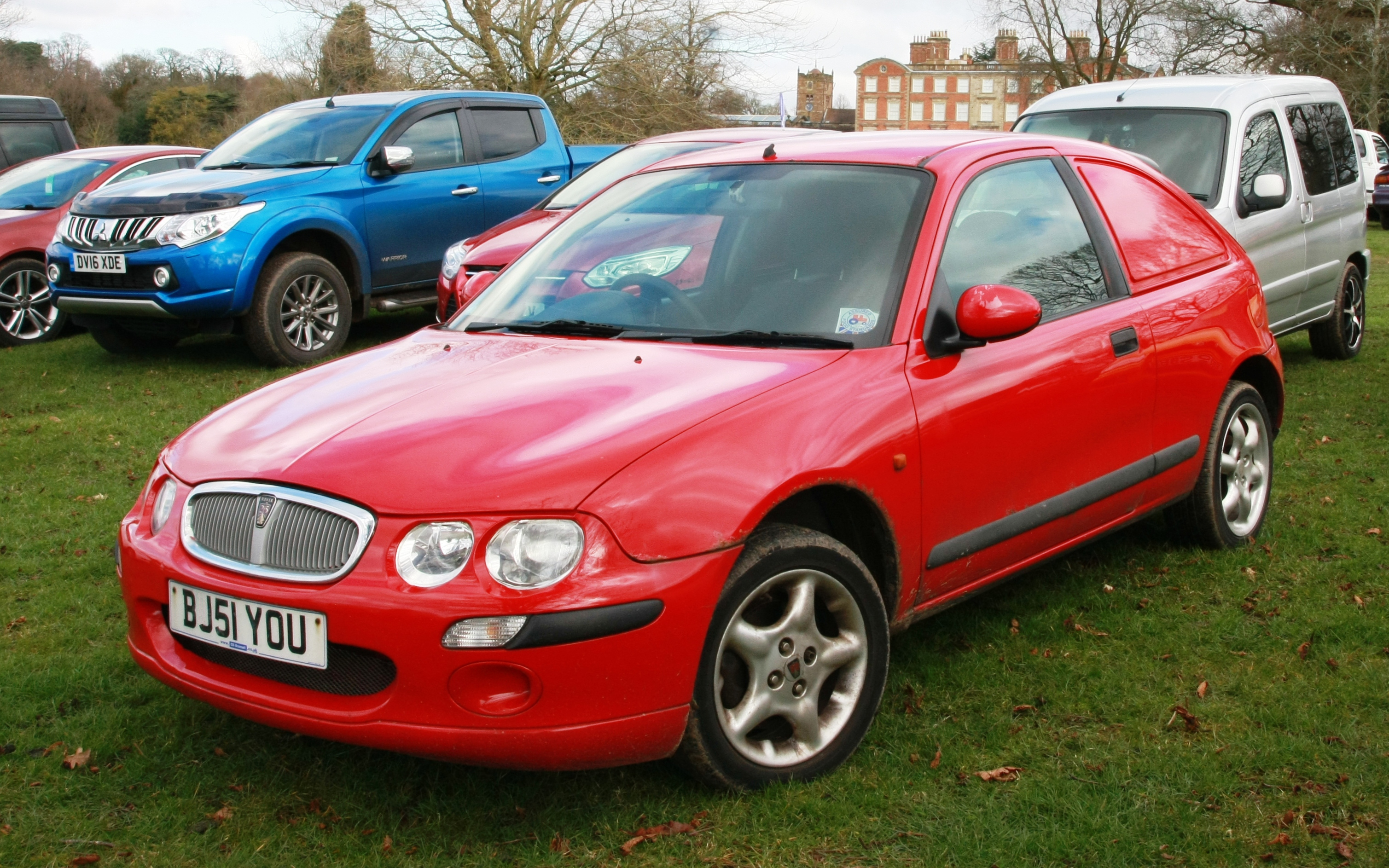
Rover Commerce (užitkový vůz)

Na podzim roku 1999 pro modelový rok 2000 byla představena verze Rover 200, přejmenovaná na Rover 25 (interní kódové označení Jewel). Tato verze používala podobný styl přední masky jako větší model Rover 75. Podvozek byl upraven a vylepšen tak, aby zajistil sportovnější stabilitu a lepší manipulaci (nastavení zavěšení a řízení převzato z modelu 200vi) a přední část karoserie byla přestavěna tak, aby odpovídala firemnímu vzhledu Roveru, který se poprvé objevil na řadě 75. Dále bylo provedeno mnoho vylepšení bezpečnosti a zásadní změny interiéru. Nicméně, řada 25 byla okamžitě rozpoznatelná jako přepracovaná řada 200. Benzínové motory o objemu 1,4, 1,6 a 1,8 litru, stejně jako přeplňovaný naftový dvoulitr byly převzaty z předchozí řady. Automatické převodovky CVT byly z modelu R3 200 a od konce roku 2000 se dodávaly s poloautomatickým systémem "Steptronic" (pozdější "Stepspeed" po prodeji Roveru ze strany BMW). Jako manuální převodovka byla použita znovu pětistupňová R65 vycházející ze spolupráce Peugeotu a Roveru, ale v polovině roku 2003 byly nahrazeny převodovkou "IB5" vyvinutou a vyráběnou Fordem.
Od podzimu 2000 byl také v Roveru 25 představen šestnáctiventilový motor K-series 1.1 litru se dvěma vačkovými hřídeli (DOHC), který tak nahradil dřívější osmiventilový s jednou vačkovou hřídelí (SOHC), dříve používaný v modelu Rover 211i. Toto vylepšení znamenalo zvýšení výkonu z 60 na 75 koní (ze 44 na 55 kW).
Necelý rok poté, co byl Rover 25 uveden prodala automobilka BMW skupinu Rover Group konsorciu Phoenix Venture Holdings za 10 liber. Do léta 2001 nově pojmenovaná skupina MG Rover představila sportovní verzi modelu 25, vůz MG ZR. Změnil se styl interiéru i exteriéru, stejně jako sportovní odpružení, aby vozidlo vypadalo jako "ostrý" hatchback. Nejvýkonnějším motorem v řadě ZR byl 1.8 VVC o výkonu 160 hp (118 kW), který dosahoval maximální rychlosti 210 km/h. Stal se nejprodávanějším britským sportovním vozem.
V roce 2003 byla představena verze Streetwise se zvýšenou světlou výškou a masivními plastovými nárazníky. Vůz byl prodáván jako "městský pro běžnou i nekvalitní silnici". Také byl představen užitkový vůz s názvem Commerce.
V roce 2004 se ukázalo, že letitý interiér modelu Rover 25 i MG ZR je již oproti exteriéru přežitý a tak MG Rover přistoupil k modernizaci. Návrhy designéra Petera Stevense byly přijaty a vůz dostal nový facelift. Nicméně nejvíce se změny soustředily na interiér, který měl zcela nový vzhled palubní desky a různé ozdobné doplňky a rámečky. Výroba obou vozidel byla pozastavena v dubnu 2005, kdy se společnost dostala do nucené správy. V březnu 2005 získal model 25 prestižní "Ocenění roku" od známého časopisu Auto Express v kategorii bazarových vozů s tímto verdiktem: "Tento kompaktní hatchback byl uznán soudci vítězem za celkovou i cenovou dostupnost, která pomáhá dělat i pět let staré modely atraktivní koupí. "
Specifikace konstrukce Roveru 25 byly počátkem roku 2005 zakoupeny čínskou společností Shanghai Automotive Industry Corporation (SAIC), avšak později se stala novým majitelem MG Rover Group jiná čínská automobilka Nanjing Automobile Group. Obě tyto čínské společnosti byly později spojeny v jednu. V roce 2008 byla v Číně znovu zahájena výroba modelu Streetwise přejmenovaného na MG 3SW a to proto, že obchodní značku Rover vlastnilo po celou dobu BMW a později Ford, přičemž ten prodej značky čínským majitelům technické části vysloveně zakázal.
Rover 25 byl za měsíc duben roku 2000 vlastně nejprodávanějším britským novým vozem díky krátkému nárůstu zájmu mezi kupujícími, kteří chtěli podpořit společnost v době, kdy se BMW rozhodla Rover prodat. Nicméně se tyto statistiky rychle vrátili na normální úroveň a vozidlo nebylo schopno z hlediska popularity vážně konkurovat modelům Ford Fiesta a Vauxhall Corsa. I tak byly jejich prodeje lepší či srovnatelné s vozy jako Peugeot 206, Fiat Punto či Renault Clio.

### Bezpečnost a testy
V roce 2001 prošel model 25 testy bezpečnosti vozidel Euro NCAP a dosáhl těchto hodnocení:
| Euro NCAP        | Hodnocení     |
| ---------------- | ------------- |
| Dospělý pasažér: | 3/5 hvězdiček |
| Dětský pasažér:  | nehodnoceno   |
| Chodci:          | 2/4 hvězdiček |

Organizace NCWR (New Car Whiplash Ratings) testovala faceliftovaný Rover 25 a udělila vozu následující body:
| NCWR       | Hodnocení   |
| ---------- | ----------- |
| Geometrie: | M           |
| Dynamika:  | netestováno |
| Celkově:   | P           |

G = dobrý
A = uspokojivý
M = průměrný
P = podprůměrný

### Hodnocení ochrany proti krádeži
Modely Rover 25 byly testovány třemi nezávislými testy organizace Thatcham's New Vehicle Security Ratings (NVSR) a dosáhly těchto hodnocení:
| < 06/2003                | Hodnocení     |
| ------------------------ | ------------- |
| Ochrana proti krádeži:   | 2/5 hvězdiček |
| Ochrana proti vyloupení: | 1/5 hvězdiček |

| > 07/2003                | Hodnocení     |
| ------------------------ | ------------- |
| Ochrana proti krádeži:   | 5/5 hvězdiček |
| Ochrana proti vyloupení: | 4/5 hvězdiček |

### Ohlasy
Rover 25 obdržel od motoristických magazínů smíšené až pozitivní recenze.
- Britská Automobilová asociace [11]
'Původní model 200 se nikdy neprodával ve stejné třídě jako Golf a Astra, i když právě tam patřil stylem a cenou. Model 25 to vyřešil. Zůstal hatchbackem, který má nyní správnou velikost i cenu aby se mohl porovnávat s o třídu vyššími soupeři... ovšem jen kdyby byl lépe vybaven a nabízel více variant s vyšším komfortem pro pohodlné cestování.'

- Magazín Parker's Car Guides [12]
'Plusy: Sportovní zážitek z jízdy, dobrá kvalita vozu.'
'Minusy: Stísněný interiér.'
- společnost Royal Automobile Club [13]
'Rover 25 se vyvinul do velmi jemné řady vozů se skvěle laděným podvozkem ... čímž přenesl standardní model ovladatelnosti staré řady 200vi. Rover tím změnil obchodní strategii a posunul se z prodeje průměrných vozů nižší střední třídy na její vrchol.'
- Magazín What Car? [14]
'Pro – Vozidlo je levné, kultivované a má velký zavazadlový prostor. Spotřeba paliva je dobrá i u benzinových variant.'
'Proti – Interiér je obyčejný, kvalita je pochybná, chod turbodieselu je neuhlazený a bezpečnostní normy jsou špatné.'

## Přehled motorů
Tyto motory byly instalovány do řady Rover 200 (1995–1999) a poté i Rover 25 (2000–2005). Každý typ motoru byl v pravidelných intervalech vylepšován zejména z hlediska spotřeby a emisí.
| Benzín        | Benzín       | Benzín                  | Benzín                | Benzín          | Benzín        | Benzín            | Benzín     | Benzín       |
| Roky produkce | Model motoru | Typ motoru a převodovka | Objem a počet válců   | Výkon           | Točivý moment | Nejvyšší rychlost | 0-100 km/h | Spotřeba     |
| ------------- | ------------ | ----------------------- | --------------------- | --------------- | ------------- | ----------------- | ---------- | ------------ |
| 1998–2001     | K-series     | 1.1 8v Manuál           | 1,120 cc - R4         | 44 kW (59 hp)   | 90 Nm         | 155 km/h          | 14,5 s     | 6,7 l/100 km |
| 2001–2005     | K-series     | 1.1 16v Manuál          | 1,120 cc - R4         | 55 kW (74 hp)   | 95 Nm         | 161 km/h          | 13,5 s     | 6,8 l/100 km |
| 1995–1999     | K-series     | 1.4 8v Manuál           | 1,396 cc - R4         | 54 kW (72 hp)   | 117 Nm        | 166 km/h          | 12,5 s     | 6,8 l/100 km |
| 1999–2005     | K-series     | 1.4 16v Manuál          | 1,396 cc - R4         | 62 kW (83 hp)   | 110 Nm        | 169 km/h          | 11,8 s     | 6,8 l/100 km |
| 1996–1999     | K-series     | 1.4 16v Manuál          | 1,396 cc - R4         | 76 kW (102 hp)  | 127 Nm        | 185 km/h          | 10,0 s     | 7,2 l/100 km |
| 1999–2005     | K-series     | 1.4 16v Manuál          | 1,396 cc - R4         | 76 kW (102 hp)  | 123 Nm        | 180 km/h          | 10,2 s     | 6,8 l/100 km |
| 1995–1999     | K-series     | 1.6 16v Manuál          | 1,588 cc - R4         | 82 kW (110 hp)  | 145 Nm        | 190 km/h          | 9,3 s      | 7,2 l/100 km |
| 1999–2005     | K-series     | 1.6 16v Manuál          | 1,588 cc - R4         | 81 kW (109 hp)  | 138 Nm        | 185 km/h          | 9,5 s      | 6,8 l/100 km |
| 2001–2005     | K-series     | 1.6 16v Stepspeed       | 1,588 cc - R4         | 81 kW (109 hp)  | 138 Nm        | 177 km/h          | 10,3 s     | 7,7 l/100 km |
| 1997–1999     | K-series     | 1.8 16v Manuál          | 1,795 - R4            | 88 kW (118 hp)  | 165 Nm        | 195 km/h          | 8,6 s      | 7,3 l/100 km |
| 1999–2002     | K-series     | 1.8 16v Stepspeed       | 1,795 cc - R4         | 86 kW (115 hp)  | 160 Nm        | 185 km/h          | 9,5 s      | 8,1 l/100 km |
| 1997–2002     | K-series     | 1.8 16v VVC Manuál      | 1,795 cc - R4         | 107 kW (143 hp) | 174 Nm        | 204 km/h          | 7,5 s      | 7,4 l/100 km |
| Diesel        |              |                         |                       |                 |               |                   |            |              |
| Roky produkce | Model motoru | Typ motoru a převodovka | Objem a počet válců   | Výkon           | Točivý moment | Nejvyšší rychlost | 0-100 km/h | Spotřeba     |
| 1995–1999     | L-series     | 2.0 TD 86 Manuál        | 1,994 cc - R4 - Turbo | 63 kW (84 hp)   | 170 Nm        | 169 km/h          | 12,0 s     | 5,7 l/100 km |
| 1995–1999     | L-series     | 2.0 TD 105 Manuál       | 1,994 cc - R4 - Turbo | 77 kW (103 hp)  | 210 Nm        | 185 km/h          | 9,7 s      | 5,6 l/100 km |
| 1999–2005     | L-series     | 2.0 TD 101 Manuál       | 1,994 cc - R4 - Turbo | 74 kW (99 hp)   | 240 Nm        | 182 km/h          | 9,9 s      | 5,1 l/100 km |
| 2002–2004     | L-series     | 2.0 TD 113 Manuál       | 1,994 cc - R4 - Turbo | 83 kW (111 hp)  | 240 Nm        | 185 km/h          | 9,1 s      | 5,4 l/100 km |